# Dionisio Arce
Dionisio Arce (San Juan Bautista de las Misiones, 14 giugno 1927 – Bracciano, 5 novembre 2000) è stato un allenatore di calcio e calciatore paraguaiano, di ruolo attaccante.

## Caratteristiche tecniche
Viene ricordato come «dotato di scatto felino, gioco maschio e pulito, abilità nel palleggio e, pur non essendo molto alto, possedeva anche un buon stacco di testa».

## Carriera

### Club
Iniziò la carriera nel 1946 in patria con lo Sportivo Luqueño. In patria, soprannominato "el valiente guarani", era amato tant'è che i tifosi bucarono le gomme del pullman che lo stava portando ad Asunciòn per prendere l'aereo ed impedirgli di partire per l'Italia. Nel dicembre del 1949, a campionato iniziato, venne infatti acquistato dalla Lazio.
Fece il suo esordio in biancoceleste il 12 febbraio 1950 nella gara vinta per 4-0 contro il Padova. Il 22 ottobre 1950, durante Lazio-Sampdoria, tirò una pallonata sul volto dell'arbitro Massai di Pisa, dopo che la sua squadra aveva subito su autorete il gol che avrebbe sancito il 2-2 finale, in una gara in cui, secondo il Corriere dello Sport, si era dimostrato il migliore della sua squadra ed in cui aveva segnato il gol del momentaneo 2-0; venne di conseguenza squalificato per cinque giornate. Con la maglia della Lazio dove ha giocato due stagioni 1949-1950 e 1950-1951 collezionò 28 presenze e 9 reti.
Nella stagione 1951-1952 venne ceduto al Napoli a causa della rivalità con il compagno di squadra Norberto Höfling. Con gli azzurri collezionò 11 presenze segnandovi 2 reti in un campionato concluso dalla squadra al sesto posto in Serie A.
Nella stagione 1952-1953 vestì la maglia della Sampdoria.
Si trasferì poi al Novara dove ha giocato tre stagioni 1953-1954, 1954-1955 e 1955-1956, facendosi notare con la maglia dei piemontesi con Silvio Piola come compagno ma anche perché «i tifosi novaresi all'epoca, più di una volta, hanno indicato nel suo rapporto conflittuale con il danese Helge Bronée una delle cause della disastrosa annata 1955-56, culminata con la retrocessione degli azzurri in serie B». Con il Novara giocò 71 partite realizzando 22 reti.
Passò poi al Torino dove ha giocato tre stagioni 1956-1957, 1957-1958 e retrocesse per la prima volta in Serie B nel 1958-1959. Con i granata giocò 78 partite, segnandovi 22 reti; rimase anche coinvolto, come gli altri compagni di squadra, in polemiche che lo portarono all'essere multato e messo per un certo tempo fuori rosa, eccellendo comunque anche in maglia granata.
L'anno successivo retrocesse nuovamente con il Palermo dove tra la stagione 1959-1960 e la stagione 1960-1961 giocò 27 partite segnando 3 reti.
In carriera ha totalizzato complessivamente 220 presenze e 59 reti tra Serie A e Serie B.

### Nazionale
Con la maglia della propria Nazionale ha partecipato al Campeonato Sudamericano de Football 1949, arrivando al secondo posto, e durante il torneo ha realizzato sette goal: un goal contro Perù e Uruguay, una doppietta contro la Bolivia e una tripletta contro il Cile.

## Dopo il ritiro
In seguito al ritiro ha intrapreso la carriera da allenatore a Cerveteri, Montespaccato, Avezzano, Spoleto e nella stagione 1975-1976 ha allenato il Tuscania vincendo il campionato di Promozione Lazio 1975-1976 portando la squadra per la prima volta in Serie D, ritornerà a sedere nella panchina del Tuscania anche nella stagione 1977-1978 e nella stagione 1984-1985.
Qualche anno dopo aprì un'attività commerciale a Bracciano ed al tempo stesso rimase nel mondo del calcio aiutando il presidente della squadra locale nella forma di allenatore-giocatore.
Morì il 5 novembre del 2000, all'età di 73 anni, a Bracciano.
Allenatore con F.C.Spoleto nel '68-69, secondo posto campionato Umbro. Poi nel '69-70 vittoria con passaggio in serie D. Allenatore vincente di gran carisma.